# ダランベール演算子
ダランベール演算子 (ダランベールえんざんし、英: d'Alembert operator) とは、物理学の特殊相対性理論、電磁気学、波動論で用いられる演算子（作用素）であり、ラプラス演算子をミンコフスキー空間に適用したものである。ダランベール作用素、ダランベルシアン (d'Alembertian ) あるいは wave operator（波動演算子）と呼ばれることもあり、一般に四角い箱のような記号 □ (⧠) で表される。この名称はフランスの数学者・物理学者ジャン・ル・ロン・ダランベール (Jean Le Rond d'Alembert) の名に由来する。

## 定義
標準座標系 (ct, x, y, z) で表されるミンコフスキー空間において、ダランベール演算子は次の形で定義される。
{\displaystyle {\begin{aligned}\Box &:=\partial _{\mu }\partial ^{\mu }=g_{\mu \nu }\partial ^{\nu }\partial ^{\mu }\\&={\frac {\partial ^{2}}{\partial (ct)^{2}}}-{\frac {\partial ^{2}}{\partial x^{2}}}-{\frac {\partial ^{2}}{\partial y^{2}}}-{\frac {\partial ^{2}}{\partial z^{2}}}\\&={\frac {1}{c^{2}}}{\frac {\partial ^{2}}{\partial t^{2}}}-\nabla ^{2}={\frac {1}{c^{2}}}{\frac {\partial ^{2}}{\partial t^{2}}}-\Delta \end{aligned}}}
ここで {\textstyle g_{\mu \nu }} はミンコフスキー計量 である。すなわち、{\textstyle g_{00}=1}, {\textstyle g_{11}=g_{22}=g_{33}=-1}, その他 {\textstyle \mu \neq \nu } については {\displaystyle g_{\mu \nu }=0} の値をとる。μ と ν はアインシュタインの縮約記法にしたがう総和のための添字であり、0, 1, 2, 3 のいずれかの値をとる。また、∇2 = Δ はラプラス演算子である。
文献によっては負の計量符号数 [− + + +] すなわち {\textstyle \eta _{00}=-1,\;\eta _{11}=\eta _{22}=\eta _{33}=1} を用いている場合もある。この場合、符号を反転させて
{\displaystyle \Box =\Delta -{\frac {1}{c^{2}}}{\frac {\partial ^{2}}{\partial t^{2}}}}
とする。また、光速度 c を 1 とするような単位系を用いる場合も多く、その場合は、
{\displaystyle {\frac {1}{c^{2}}}{\frac {\partial ^{2}}{\partial t^{2}}}\longrightarrow {\frac {\partial ^{2}}{\partial t^{2}}}}
という置き換えをする。さらに波動方程式などにおいて、光速度 c の部分を一般の波の伝播速度 s などに置き換える場合もある。
ローレンツ変換はミンコフスキー計量を不変に保つ。ゆえに、ダランベール演算子はローレンツスカラーである。したがって、先に用いた座標表現は、あらゆる慣性系における標準座標に対し有効である。

## 別の記法
ダランベール演算子の記法は複数存在している。最も一般的なのは、記号 {\textstyle \Box } を用いた表記である。箱形の四つ角が時空の四次元を表している。{\textstyle \Box ^{2}} として、自乗項によるスカラー的特性（スカラー積）を強調することもある（ラプラス演算子を Δ でなく ∇2 で表現する場合に似ている）。この記号はナブラ記号 (∇; nabla) の四 (quadri-) 次元版として quabla と呼ばれることもある。ラプラス演算子の三角形記法にならって ΔM が用いられることもある。
平らな標準座標におけるダランベール演算子を記述するもう一つの方法として、{\textstyle \partial ^{2}} を用いたものがある。この記法は場の量子論で広く用いられている。場の量子論では、多くの場合偏微分記号に添字が付されている。二乗の偏微分記号において添字が無い場合、それはダランベール演算子の存在を伝えている。
記号 {\textstyle \Box } は、四次元におけるレヴィ=チヴィタの共変微分を表すのに用いられることもある。この場合、記号 ∇ は空間微分を表すのに用いられるが座標チャートに依存する。

## 応用
通常の波動方程式
小規模な振動に関する波動方程式は、ダランベール演算子を用いて、次のように表される。
{\displaystyle \Box _{s}u(\mathbf {x} ,t):={\frac {1}{s^{2}}}{\frac {\partial ^{2}}{\partial t^{2}}}u-\nabla ^{2}u=0,}
ここで u(x, t) は変位であり、s は伝播の速度を表す。
電磁場の波動方程式
真空における電磁場の伝播を記述する波動方程式は、ダランベール演算子を用いて、次のように表される。
{\displaystyle \Box A^{\mu }(\mathbf {x} ,t)=0}
ここで Aμ はベクトルポテンシャル である。
クライン–ゴルドン方程式
ダランベール演算子を用いて、クライン–ゴルドン方程式は次のように書き表せる。
{\displaystyle (\Box +\mu ^{2})\psi =0.}
ここで、μ は
{\displaystyle \mu ={\frac {mc}{\hbar }}}
で定義される定数である。

## グリーン関数
ダランベール演算子に関するグリーン関数 G(x − x′) は、次の方程式を満たすものとして定義される。
{\displaystyle {\begin{aligned}\Box G(x-x')&=\delta (\mathbf {x} -\mathbf {x} ')\delta (ct-ct')\\&=:\delta ^{(4)}(x-x').\end{aligned}}}
ここで δ(4)(x − x′) はミンコフスキー空間でのディラックのデルタ関数であり、x = (ct, x) と x′ = (ct′, x′) はミンコフスキー空間における2つの点である。
上式を満たすグリーン関数として、遅延グリーン関数
{\displaystyle {\begin{aligned}D_{\text{ret}}(x-x')&={\frac {1}{4\pi |\mathbf {x} -\mathbf {x} '|}}\delta (ct-ct'-|\mathbf {x} -\mathbf {x} |)\\&={\frac {1}{(2\pi )^{4}}}\int _{-\infty }^{\infty }{\frac {e^{ik(x-x')}}{\mathbf {k} ^{2}-(k_{0}+i\epsilon )^{2}}}d^{4}k\end{aligned}}}
並びに、先進グリーン関数
{\displaystyle {\begin{aligned}D_{\text{adv}}(x-x')&={\frac {1}{4\pi |\mathbf {x} -\mathbf {x} '|}}\delta (ct-ct'+|\mathbf {x} -\mathbf {x} |)\\&={\frac {1}{(2\pi )^{4}}}\int _{-\infty }^{\infty }{\frac {e^{ik(x-x')}}{\mathbf {k} ^{2}-(k_{0}-i\epsilon )^{2}}}d^{4}k\end{aligned}}}
をとることができる。但し、
{\displaystyle {\begin{aligned}k(x-x')&:=\mathbf {k} \cdot (\mathbf {x} -\mathbf {x} ')-k_{0}(x_{0}-x_{0}')\\&=\mathbf {k} \cdot (\mathbf {x} -\mathbf {x} ')-ck_{0}(t-t')\end{aligned}}}
であるものとする。
遅延グリーン関数 Dret は、
{\displaystyle t-t'={\frac {1}{c}}|\mathbf {x} -\mathbf {x} '|\geq 0}
以外では 0 の値を、先進グリーン関数 Dadv は、
{\displaystyle t-t'=-{\frac {1}{c}}|\mathbf {x} -\mathbf {x} '|\leq 0}
以外では 0 の値をとる性質を有する。

## 符号位置
| 記号 | Unicode | JIS X 0213 | 文字参照          | 名称                          |
| ---- | ------- | ---------- | ----------------- | ----------------------------- |
| ⧠    | U+29E0  | -          | &#x29E0; &#10720; | SQUARE WITH CONTOURED OUTLINE |